# Notre-Dame de Pontmain
Pour les articles homonymes, voir Notre-Dame de Pontmain (homonymie).
Notre-Dame de Pontmain est le vocable sous lequel est appelée la Vierge Marie à l'occasion d'une apparition survenue le 17 janvier 1871 dans le petit village de Pontmain, en Mayenne. L'apparition de Notre-Dame de Pontmain est reconnue par l'Église catholique l'année suivante, après enquête canonique. Une église est construite pour accueillir les pèlerins.
Le culte de Notre-Dame de Pontmain se répand, et en 1920, l'évêché sollicite le Vatican pour la création d'un office et d'une messe spécifique. Aujourd'hui, la fête de Notre-Dame de Pontmain est inscrite au calendrier liturgique du diocèse, et est célébrée le 17 janvier. Plusieurs églises ou paroisses lui sont dédiées.

## L'apparition

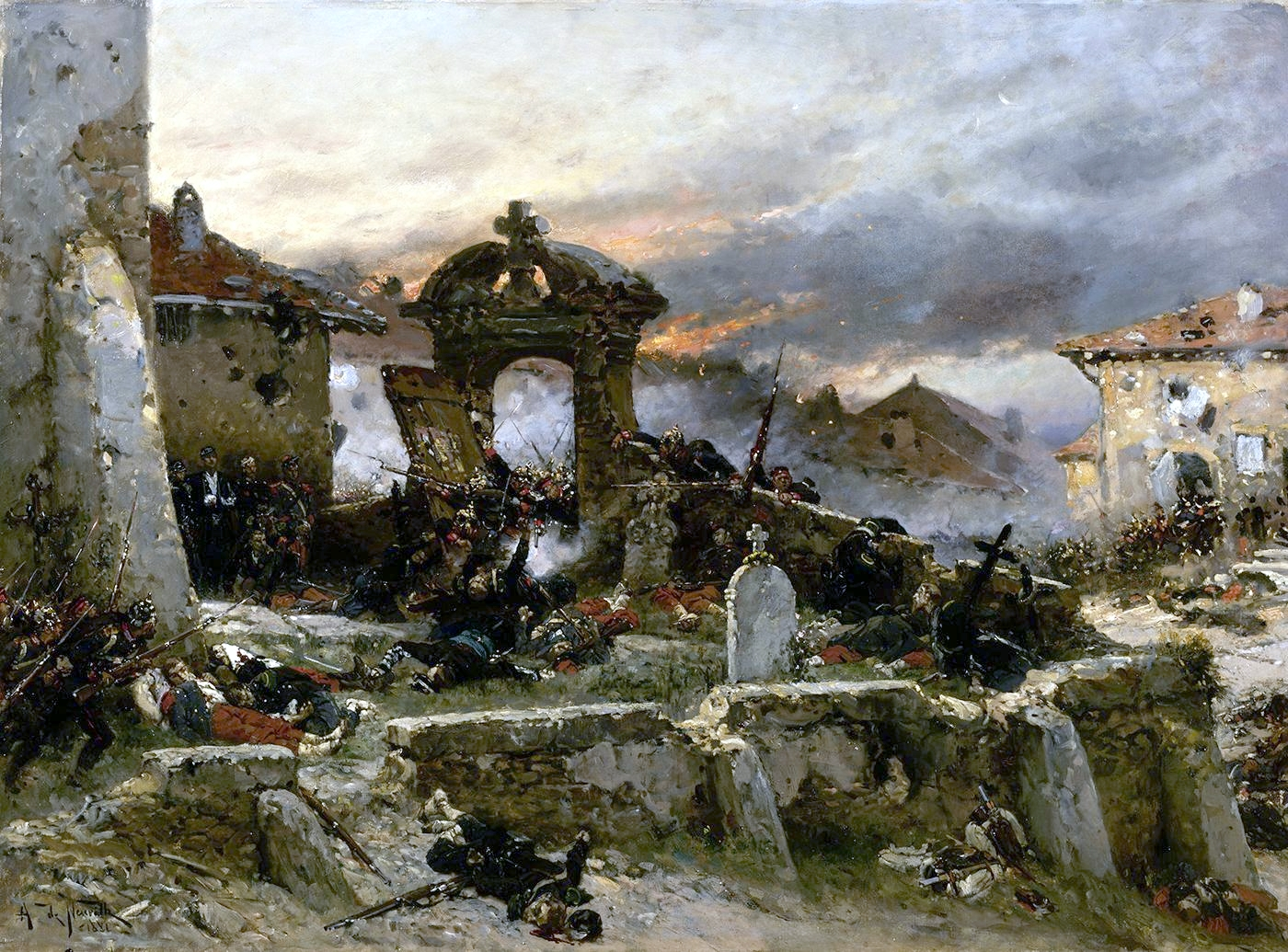
Bataille de Saint-Privat
(A. de Neuville, 1881).

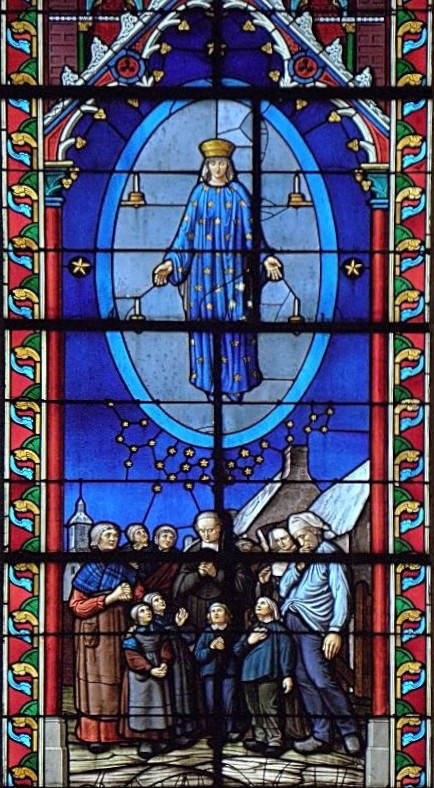
Vitrail représentant l'apparition.

Alors que la France est envahie par les armées allemandes, que Metz est au main de l'ennemi (180 000 officiers et soldats Français prisonniers), Paris assiégé, l'Empire effondré,  l’Apparition mariale de Pontmain est l'événement survenu le 17 janvier 1871 dans le petit village de Pontmain, en Mayenne. Sept enfants au total déclarent voir « une belle dame », mais seuls les trois plus âgés seront reconnus officiellement par l’Église lors de la reconnaissance officielle de l'apparition. L'apparition débute vers 18h et va durer environ trois heures. Elle regroupe progressivement les habitants du village, qui ne voient rien, sauf quelques enfants qui décrivent les évolutions de la vision au cours du temps, au rythme des prières de l'assemblée. Dès le lendemain, le curé du village interroge les enfants et note un premier récit avant d'en informer l'évêque. Très vite une enquête canonique est ouverte, et un an plus tard, le 2 février 1872, Mgr Casimir Wicart reconnaît officiellement l'apparition de la Vierge de Pontmain, et autorise sa dévotion.

## Notoriété

### Le pèlerinage
Dès les premiers jours qui suivent l'apparition, avant même l'avis de l’Église sur l'authenticité ou non de l'apparition, des pèlerins se rendent sur le lieu pour y prier car ils voient dans le départ rapide des troupes allemandes du département (dans les jours qui suivent l'apparition), le signe de la protection de la Vierge. C'est pourquoi, immédiatement, des pèlerinages spontanés s'organisent à Pontmain. L'abbé Richard dénombrera le 2 mars (soit un peu plus d'un mois après l'apparition), environ 400 pèlerins dans le village. Au printemps, on compte déjà entre 3 000 et 4 000 personnes par jour.
À la suite de l'apparition et de sa reconnaissance canonique, l'abbé Guérin, curé de Pontmain, assure l'accueil des pèlerins avec les religieuses de l'école. Mais après sa mort en 1872, l'évêque appelle les Missionnaires Oblats de Marie-Immaculée pour animer les premiers pèlerinages et prêcher dans la région. L'affluence des pèlerins à Pontmain a été rapide. Pour le premier anniversaire des apparitions, le 17 janvier 1872, on comptait déjà 8 000 personnes. Venant d'abord du département, les pèlerins viennent progressivement de la France entière, puis de l'étranger. 
On compte aujourd'hui environ 300 000 pèlerins par an et 4 000 par jour lors des grandes fêtes comme l'Assomption,.

### La basilique de Pontmain

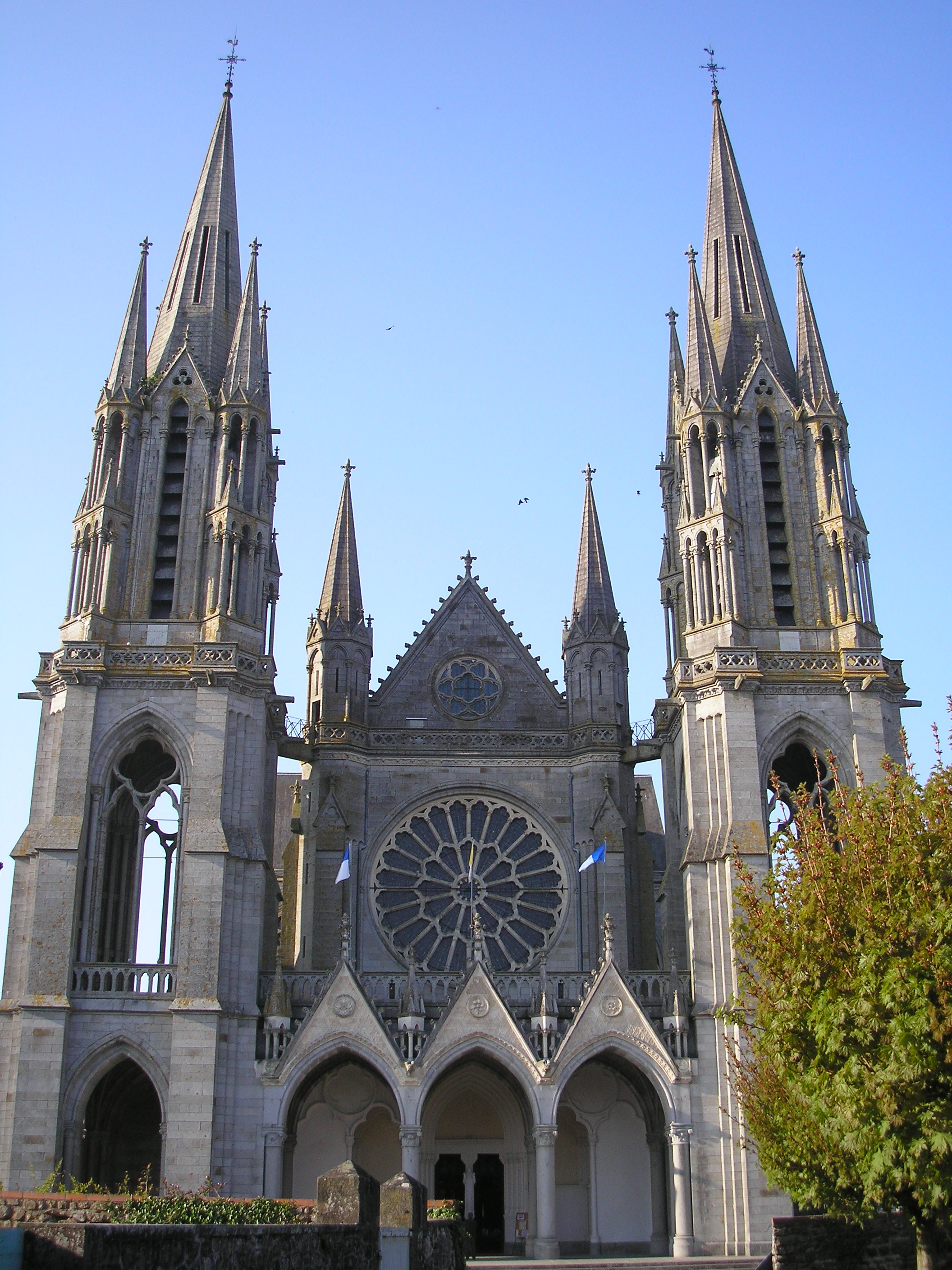
Basilique Notre-Dame de Pontmain.

Après le décès du curé du village, le père Guérin, l'évêque Mgr Wicart confie, le 29 mai 1872 aux missionnaires oblats de Marie-Immaculée le soin d'accueillir les pèlerins qui se rendent sur le lieu d'apparition, et d'y construire un sanctuaire. Monseigneur Wicart, évêque de Laval, pose la première pierre de l'église le 17 juin 1873, mais il meurt peu après. Ses successeurs suivent sa voie. L'église est achevée en 1890, mais elle n'est consacrée que le 15 octobre 1900 par Mgr Pierre Geay,.
Le 21 février 1905, le pape Pie X érige l'église au rang de basilique.

### Vénération en France et à l'étranger
Sa fête liturgique est célébrée le 17 janvier, et elle est officiellement inscrite au calendrier liturgique du diocèse de Coutances et Avranches.

De nombreuses églises et chapelles possèdent des vitraux ou statues de Notre-Dame de Pontmain.

#### En France
Plusieurs églises lui sont dédiées, comme :
- L'église Notre-Dame-de-Pontmain de Bagnolet

Un vitrail évoque cette apparition en l'église Saint-Germain d’Andresy (Yvelines).
Une statue lui est dédiée au pied et devant l’ancien presbytère de l’église Saint-Jean-Baptiste situé à Lusse (Vosges)

#### Au Liban
Dans les années 1900, quelqu'un emporte une copie de la statue de la Vierge de Pontmain au Liban, dans le village de Béchouate. 
Lorsque la Vierge apparaît dans ce village, en 1976 et 2004, cette statue, dont l'origine est alors oubliée, est utilisée comme support pour l'imagination. Le père Claude Poussier, recteur du sanctuaire de Pontmain, en faisant lui-même le pèlerinage à Béchouate, en janvier 2005, découvre la statue et révèle son origine française. À cette occasion, le message de la Vierge de Pontmain, traduit en arabe, est inscrit sur le sanctuaire de Notre-Dame de Béchouate

#### Au Canada
La paroisse Notre-Dame-de-Pontmain, fondée en 1894, a été ainsi dénommée en l'honneur de Notre-Dame de Pontmain et de l'apparition mariale. Cette paroisse donnera en 1945, le nom à la municipalité Notre-Dame-de-Pontmain, toujours ainsi dénommée.